# O Mundo sem Nós
O Mundo Sem Nós (título original: The World Without Us) é um livro de caráter científico que aborda os acontecimentos que ocorreriam se os seres humanos desaparecessem da Terra. O livro é de autoria do jornalista estadunidense Alan Weisman e foi publicado pela St. Martin's Thomas Dunne Books em 2007.
A obra é uma versão estendida do artigo Terra Sem Gente (Earth Without People), escrito pelo mesmo autor e publicado na revista Discover em fevereiro de 2005.
Desenvolvido primordialmente por meio de experimento mental, O Mundo Sem Nós aborda, por exemplo, como as cidades e os demais lugares se deteriorariam, quanto tempo os artefatos criados pelo homem durariam e como as demais formas de vida evoluiriam. Weisman concluiu que bairros residenciais se tornariam florestas em um período inferior a 500 anos e que os vestígios mais duradores da presença humana no planeta seriam: resíduos radioativos, as estátuas de bronze, os plásticos e o Monte Rushmore.
Após escrever previamente quatro livros e inúmeros artigos para revistas, Weisman viajou para vários lugares para entrevistar acadêmicos, cientistas e outras autoridades. Uma vez feito isto, ele usou citações desses diálogos para explicar os efeitos resultantes sobre a natureza e, por sua vez, comprovar as previsões feitas até agora sobre o assunto. A obra foi traduzida e publicada em vários países.
Nos Estados Unidos, o livro alcançou a sexta posição na lista dos best-sellers do The New York Times e o primeiro lugar no San Francisco Chronicle em setembro de 2007. Ele também ocupou o primeiro lugar nas listas de livros mais vendidos produzidas pela Time e Entertainment Weekly. Quanto à crítica, os aspectos mais elogiados foram o estilo de escrita e como lidar com questões científicas, embora alguns jornalistas, incluindo um escritor do The Washington Post, discordaram em relação à ausência de uma análise antropomórfica.

## Antecedentes
Antes de O Mundo Sem Nós, o autor, Alan Weisman, havia escrito quatro livros, entre os quais estão: Gaviotas: Uma vila para reinventar o mundo (1998) sobre uma ecovila na Colômbia e An Echo In My Blood (1999) sobre a história da imigração de sua família da Ucrânia para os Estados Unidos. Por outro lado, ele tinha trabalhado como jornalista para revistas e jornais nacionais e professor de jornalismo e de estudos latino-americanos associado à Universidade do Arizona, na época em que escreveu os livros mencionados anteriormente. Essa profissão exigia apenas uma classe a cada semestre, na primavera, de modo que o resto do ano, ele estava livre para viajar e realizar pesquisas.

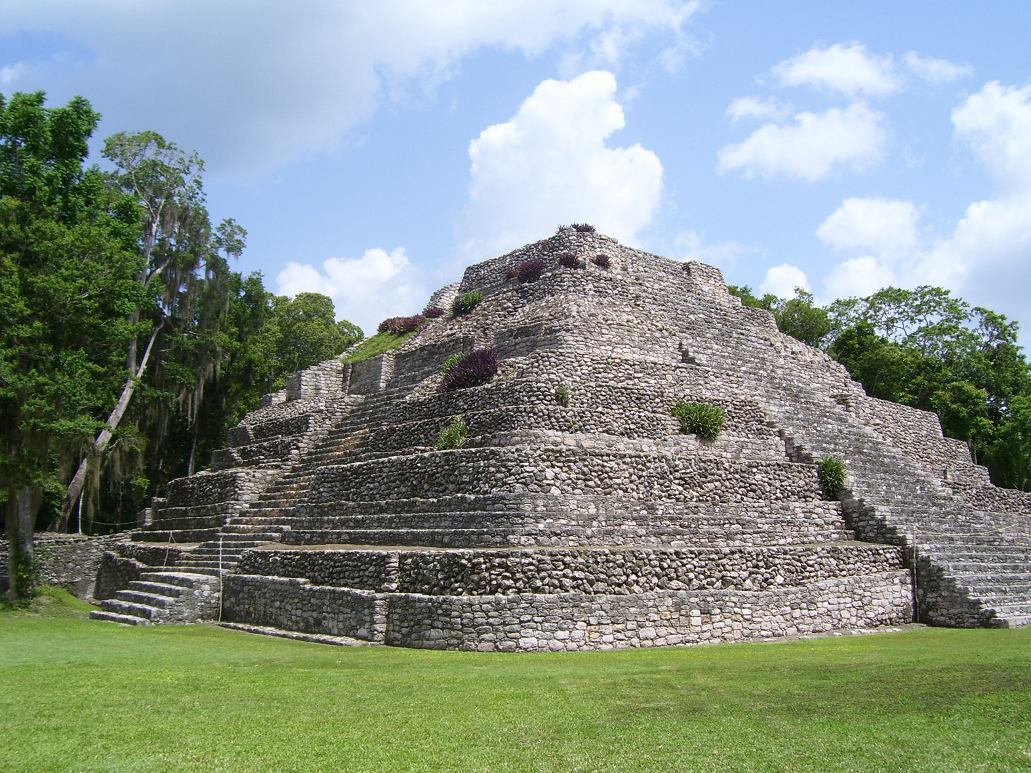
Para escrever O Mundo Sem Nós, Weisman utilizou alguns artigos que ele mesmo havia escrito anteriormente. Entre estes se encontravam «The Real Indiana Jones», cujo conteúdo trata sobre a cultura maia. Além disso, a entrevista do autor com o antropólogo Arthur Demarest forneceu detalhes sobre o apogeu da civilização maia.

Em 2004, Josie Glausiusz, uma editora da revista Discover, sugeriu o conceito de O Mundo Sem Nós. Ela tinha ponderado a ideia há vários anos e pediu a Weissman para escrever uma reportagem sobre o assunto depois que releu "Journey through a Doomed Land", um artigo publicado por ele na revista Harper's em 1994, cujo foco se concentra no estado de Chernobil que havia sido abandonada há oito anos. Seu artigo para a Discover, "Earth Without People", foi publicado no exemplar de fevereiro de 2005, sendo reimpresso na antologia The Best American Science Writing 2006. Ele descreve como o ambiente natural tem prosperado na abandonada Zona Desmilitarizada da Coreia e como a própria natureza iria cobrir o espaço urbano da cidade de Nova Iorque. Usando entrevistas com paleoecologistas, o artigo especula que a megafauna regressaria e a cobertura florestal, como a Floresta Bialowieza na Europa, iria se espalhar por todo o continente europeu e o leste dos Estados Unidos.
Para expandir este conteúdo em um livro, o seu agente se encontrou com um editor do St. Martin's Press; entre vinte páginas de bibliografia havia dois artigos que ele escreveu para a revista Los Angeles Times, sendo "Naked Planet", sobre poluentes orgânicos persistentes, e "The Real Indiana Jones" sobre a cultura maia. Assim como o ensaio publicado no Condé Nast Traveler, intitulado "Diamond in the Wild", que aborda a extração de diamantes, juntamente com "Earth Without People" publicado na revista Discover. A fim de expandir sua pesquisa original, realizou uma visita adicional na Inglaterra, Chipre, Turquia, Panamá e no Quênia, onde entrevistou acadêmicos, como o biólogo Edward Osborne Wilson para obter informações sobre a zona desmilitarizada da Coreia. Ele também recorreu aos especialistas, como o arqueólogo William Rathje, sobre o assunto dos plásticos como resíduos; o botânico florestal Oliver Rackham, que falou sobre a cobertura vegetal na região britânica; o antropólogo Arthur Demarest, para discutir o fim da civilização maia; o paleólogo e biólogo Douglas Erwin, para discutir questões relacionadas com o processo de evolução; e o filósofo Nick Bostrom, para obter detalhes sobre o movimento transumanismo.

## Conteúdo
As plantas seguramente ansiariam pela música de Beethoven, e muitas espécies não deixariam de apreciar pontes e outras maravilhas criadas pelo homem. Agora, a Terra é um conjunto de um todo, faríamos alguma falta? Ela teria que pesar a destruição da criação artificial [...] Eu prefiro deixar essa questão no ar.

Alan Weisman, autor de O Mundo Sem Nós.
O livro é dividido em dezenove capítulos com um prefácio, um epílogo, uma bibliografia e um índice. Cada capítulo enfoca um tema diferente, como os potenciais destinos dos plásticos, a infraestrutura petroleira, as instalações nucleares e as obras de arte. Ele é escrito do ponto de vista de um jornalista de ciência, com explicações e provas para apoiar suas reivindicações. Nota-se que não existe uma valorização global da narrativa tratada em um único capítulo para unificá-lo ou torná-lo coeso para que o conteúdo vire uma tese.
O experimento mental de Weisman centra-se em duas questões principais: como a natureza reagiria ao desaparecimento da humanidade e o legado que deixaram para trás os seres humanos em sua ausência. Para prever como a vida poderia continuar sem a presença humana, o autor examinou áreas onde existe o ambiente natural com o mínimo de intervenção humana, tais como a floresta de Bialowieza, o Recife Kingman e o Atol Palmyra. Além disso, entrevistou o biólogo Edward Osborne Wilson e visitou membros da Federação Coreana do Movimento Ambiental, na zona desmilitarizada da Coreia, onde apenas um pequeno número de pessoas ingressou desde 1953. Ele também tentou imaginar como a vida teria evoluído baseado nas evoluções de plantas e animais pré-históricos, embora Douglas Erwin advertiu que: "Nós não podemos prever do que será do mundo dentro de cinco milhões de anos apenas estudando os sobreviventes." Vários capítulos são dedicados à megafauna, a qual o autor previu que iria proliferar. Na sua análise, examinou amostras de solo dos dois últimos séculos e extrapolou as concentrações de metais pesados e substâncias estranhas já que no futuro não haverá nenhum indício de atividades industriais. Ele também examinou os níveis de dióxido de carbono na atmosfera e suas implicações para as alterações climáticas.

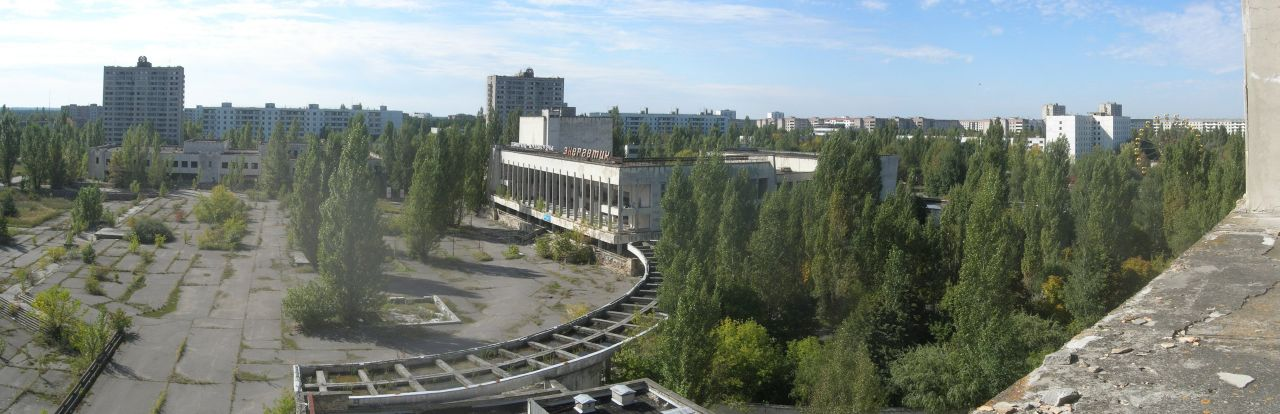
A cidade fantasma de Pripyat, na Ucrânia, localizada aos redores de Chernobil.

O autor utilizou o fim da civilização maia para ilustrar a possibilidade de uma sociedade desaparecer e como a natureza iria naturalmente e rapidamente cobrir os vestígios de sua existência. Para demonstrar como a vegetação poderia comprometer a infraestrutura criada pelo homem, entrevistou vários hidrólogos e funcionários do Canal do Panamá, onde é necessária uma manutenção constante para impedir o avanço da vegetação florestal e remover presas. Para ilustrar cidades que seriam abandonadas e sucumbir aos efeitos do ambiente natural, usa Chernobyl (Ucrânia, abandonada em 1986) e Varosha (Chipre, abandonada em 1974). Sobre o assunto, acredita que as estruturas começariam a se corroer quando o tempo começar a provocar danos que não serão reparados e outras formas de vida começarem a criar novos habitats nesses lugares. Na Turquia, constatou práticas de construção equivocadas para acelerar o crescimento da cidade de Istambul, o que ele considera típico das grandes cidades em países menos desenvolvidos. Devido à alta demanda por habitação em Istambul, grande parte da cidade tem se desenvolvido rapidamente com qualquer material disponível e este motivo a torna vulnerável para se corroer diante de um grande terremoto ou outro desastre natural. Por outro lado, as regiões subterrâneas da Capadócia foram construídas há milhares de anos em regiões onde há presença de tufos, por isso é mais provável que sobrevivem por vários séculos.
O autor também usou a cidade de Nova York como exemplo para dar uma ideia geral do caminho que levaria as áreas urbanas sem os humanos; em seu trabalho ele cita que os esgotos entupiriam, rios subterrâneos inundariam os corredores do metrô e o solo sob as estradas corroeria e eventualmente iria desmoronar. Baseado em entrevistas com membros da Wildlife Conservation Society e do Jardim Botânico de Nova Iorque prediz o regresso da vegetação nativa, espalhando a partir dos parques e superando as espécies invasoras. Sem seres humanos fornecendo alimento e calor, os ratos e as baratas seriam extintos.

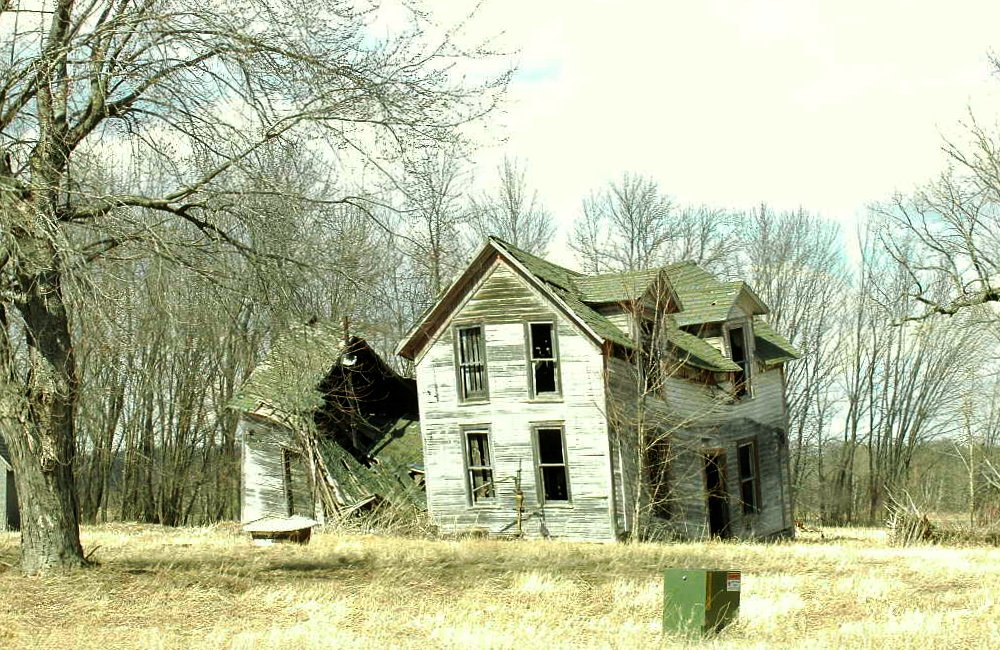
Fotografia de uma casa abandonada a ponto de desmoronar.

Ele também explica que uma típica casa começaria a se deteriorar logo que a água se infiltrasse através do telhado ou em torno dos rufos, causando a erosão da madeira e a oxidação dos pregos, uma situação que conduziria à queda das paredes e um possível colapso da integridade estrutural. Cinco séculos depois, tudo o que restaria do lugar seria as peças de alumínio da máquina de lavar louça, utensílios de cozinha de aço inoxidável e alças de plásticos. Utensílios artificiais de maior duração na Terra serão aqueles feitos por materiais radioativos, cerâmicos, estátuas de bronze e o Monte Rushmore. No espaço sideral, as placas Pioneer, os Discos de Ouro da Voyager e as ondas radiofônicas teriam um tempo de duração maior que a própria Terra.
Deixando de lado a questão do meio ambiente e da sua evolução, já que deixou de existir vida, analisou o que poderia levar ao desaparecimento repentino e completo da humanidade sem que esse fator provoque sérios danos ao meio ambiente natural e espaço urbano, concluindo que este cenário é improvável. Para isso, considerou três aspectos primordiais: Transumanismo, Movimento da extinção humana voluntária e a obra O fim do mundo: a ciência e a ética da extinção humana de John A. Leslie. O livro termina com uma proposta de uma nova versão da política do filho único; depois de admitir que é uma medida draconiana, declarou que: "O fundo de todo o assunto é que qualquer espécie que excedem os recursos disponíveis sofre uma queda no número de sua população. Limitar nossa reprodução seria difícil, mas limitar nossos instintos pode ser ainda mais difícil." Weisman respondeu às críticas provenientes dessas alegações afirmando que sabia de antemão que acabaria gerando descontentamento de algumas pessoas ao abordar o problema da população, mas ele fez porque sabia que havia perdido muito tempo na discussão de como a humanidade deveria abordar a situação do crescimento econômico e populacional que recentemente vem nos abalando.

## Gênero

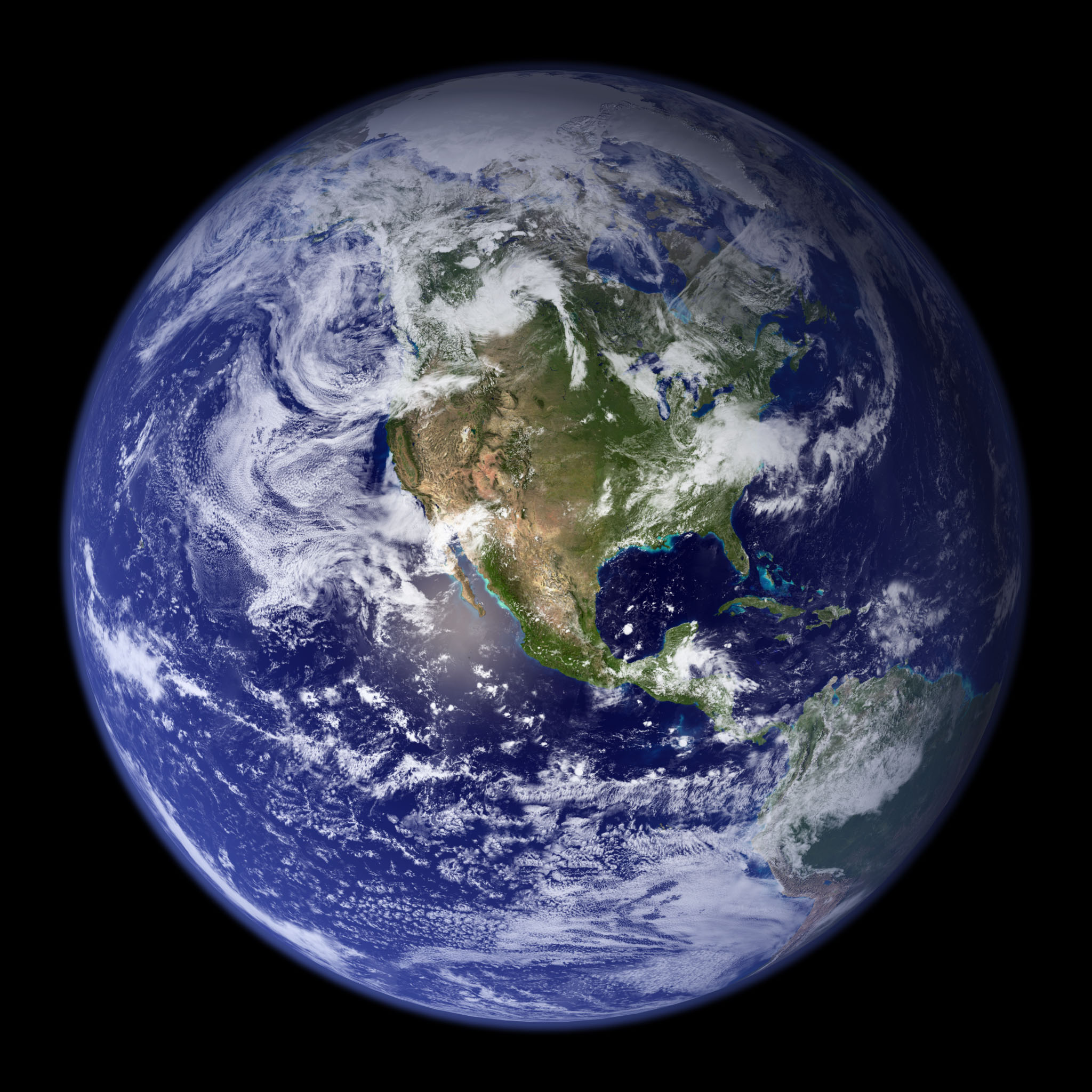
Como outros livros ambientais, O Mundo Sem Nós discute o impacto que os seres humanos têm causado sobre o planeta causado ao longo dos anos. Segundo o autor: "Eu realmente queria escrever algo que as pessoas gostariam de ler ... sem minimizar a importância do que está acontecendo, ou trivializando ou simplificando-o demais."

Embora o gênero do livro é anunciado como não ficção, alguns analistas sublinham que seria melhor ter descrito como "ficção especulativa". O Mundo Sem Nós também se encontra nas categorias de jornalismo científico e ambiental. Como outros livros ambientais, discute o impacto que os seres humanos têm causado no planeta. O experimento mental de Weisman remove os julgamentos e sofrimentos dos seres humanos para se concentrar em um mundo hipotético pós-humano. Esta abordagem de gênero, que "centra-se na própria Terra", foi considerada criativa e objetiva. Houve outras publicações que abordaram questões semelhantes, como o livro de 2001, Deep Time: How Humanity Communicates Across Millennia de Gregory Benford. Alguns autores de ficção científica como H. G. Wells (A Guerra dos Mundos, 1897) e John Wyndham (The Day of the Triffids, 1951) já haviam escrito sobre o possível destino das cidades e de outras estruturas criadas pelos seres humanos após o súbito desaparecimento de seus criadores. Detalhes semelhantes sobre o declínio da civilização também são incorporados no romance de ficção científica pós-apocalíptico de 1949, Earth Abides do professor George R. Stewart.
Na abordagem ambiental, o escritor menciona que erradicando o elemento humano se remove o "fator medo" e que os atos das pessoas estão afetando a Terra, assim de acordo com o autor o livro pode se tratar de uma fantasia com possibilidades de ocorrer. Josie Appleton do Spike relaciona o livro com a "idealização contemporânea da natureza" no sentido que se liga a "decadência e desprendimento de uma moderna sociedade de consumo" com uma óbvia ignorância dos esforços necessários para gerar produtos. Appleton também percebeu que o trabalho vai contra a noção de que "a natureza é sábia" para enfatizar a aleatoriedade da forças naturais.
O estilo de jornalismo científico também usa entrevistas com autoridades acadêmicas e profissionais para apoiar as conclusões, mantendo um tom frio de um observador em vez de um ativista. Weisman disse que tinha evitado, a propósito, o conteúdo do rótulo ativista: "Alguns de nossos melhores escritores cientistas e ambientalistas só são lidos por pessoas que concordam com suas percepções. É bom ter alguma reivindicação a qualquer coisa que você considere como verdadeira, mesmo que o assunto seja preocupante, mas eu realmente queria escrever algo que as pessoas querem ler [...] sem minimizar a importância do que está acontecendo, não trivializando, ou simplificando-o demais." Richard Fortey comparou o livro com a obra de Jared Diamond, Tim Flannery e E. O. Wilson, observando a este respeito que O Mundo Sem Nós "evita concepção de tristeza, repulsa e ódio que tende a abranger o leitor pobre depois de ler um catálogo de rapacidade humana." Mark Lynas, em New Statesman, afirmou: "Considerando que a maioria dos livros ambientais tem um tom pesado por causa de suas más notícias, O Mundo Sem Nós parece refrescante e positivo. Para demonstrar o otimismo sobre a questão mais difícil, Appleton citou um ditado de um livro ambientalista: "Se o planeta foi salvo do Permiano, então ele também pode se recuperar dos humanos."

## Publicação

Artes de capa das versões estadunidense, canadense, britânica, francesa e japonesa.

O livro foi lançado em 10 de julho de 2007, junto com uma edição de capa dura que chegou às prateleiras estadunidenses pela editora St. Martin Thomas Dunne Books. O Mundo Sem Nós foi traduzido e publicado em Portugal pela editora Estrela Polar, e no Brasil pela editora Planeta do Brasil.
Na França o livro foi traduzido e publicado pela editora Groupe Flammarion com o nome de Homo disparitus, na Alemanha pela Piper e nomeado de Die Welt ohne uns, na Itália pela Einaudi como Il mondo senza di noi, na Polônia pela CKA e nomeado de Świat bez nas e no Japão pela Hayakawa Publishing com o título de Jinrui ga kieta sekai.
Pete Garceau desenhou a capa da publicação lançada nos Estados Unidos; um crítico considerou que o resultado foi uma espessa camada de açúcar, revestida com um tom de doçura em um esforço para não alarmar os potenciais leitores. "Sim, eu sou um livro sobre o meio ambiente. Mas eu sou inofensivo! [...] Bem, eu não sou!". A versão canadense, projetada por Ellen Cipriano, traz uma capa muito semelhante à americana, mas incorpora uma fotografia em vez de uma ilustração. A projeção do lançamento internacional constou o contraste do ambiente natural com um ambiente urbano em decomposição. Adam Grupper comprometeu-se a narrar o audiolivro em inglês, que tem uma duração total de dez horas; Macmillan Audio e a BBC Audiobooks distribuíram a versão gravada, em lançamento simultâneo com a versão em capa dura. A revista AudioFile distribui o prêmio Earphones para a apresentação de som, escrevendo que: "Sem entrar sensacionalismo, consegue manter a objetividade fleumática, Grupper leva o que poderia ser um tema deprimente para um livro que você simplesmente não consegue parar de ouvir."

## Recepção
No momento em que o livro foi publicado, Weisman realizou uma turnê com várias paradas nos Estados Unidos e Canadá, além de cidades como Lisboa e Bruxelas. Ao mesmo tempo, ele concordou em dar entrevistas nos programas de televisão The Daily Show e The Today Show, bem como os programas de rádio Weekend Edition, Talk of the Nation, The Diane Rehm Show, Living on Earth, Marketplace e As It Happens. Enquanto isso, em 29 de julho de 2007, O Mundo Sem Nós estreou na lista dos mais vendidos do The New York Times, entrando na décima colocação na categoria de edições de capa dura de gênero não ficção. Posteriormente, permaneceu por nove semanas entre os dez primeiros, atingindo o sexto lugar em 12 de agosto e 9 de setembro. No mercado canadense, vigorou durante dez semanas na lista dos livros mais vendidos do The Globe and Mail, obtendo a terceira colocação em agosto. O livro também liderou o catálogo de San Francisco Chronicle em 21 de setembro, permanecendo por onze semanas no ranking dos 150 livros mais comercializados da semana do USA Today, onde ele começou no posto 48. Críticos do Library Journal recomendaram o livro, dizendo que este deveria estar presente em coleções que abordam conteúdos sobre o meio ambiente, ao mesmo tempo que sugeriu que as bibliotecas públicas ou acadêmicas do país deveriam adquirir exemplares dos audiolivros. Ademais, a obra alcançou o primeiro lugar do "top ten" de 2007, da revista Time e na Entertainment Weekly, e também vigorou na lista das "melhores publicações em 2007" da Hudson Booksellers. Na categoria "Melhores Livros de 2007", publicada pelo site Amazon.com, o livro apareceu em quarto lugar em nível geral nacional (Estados Unidos), enquanto no Canadá vigorou no primeiro posto de livros não ficticiosos.

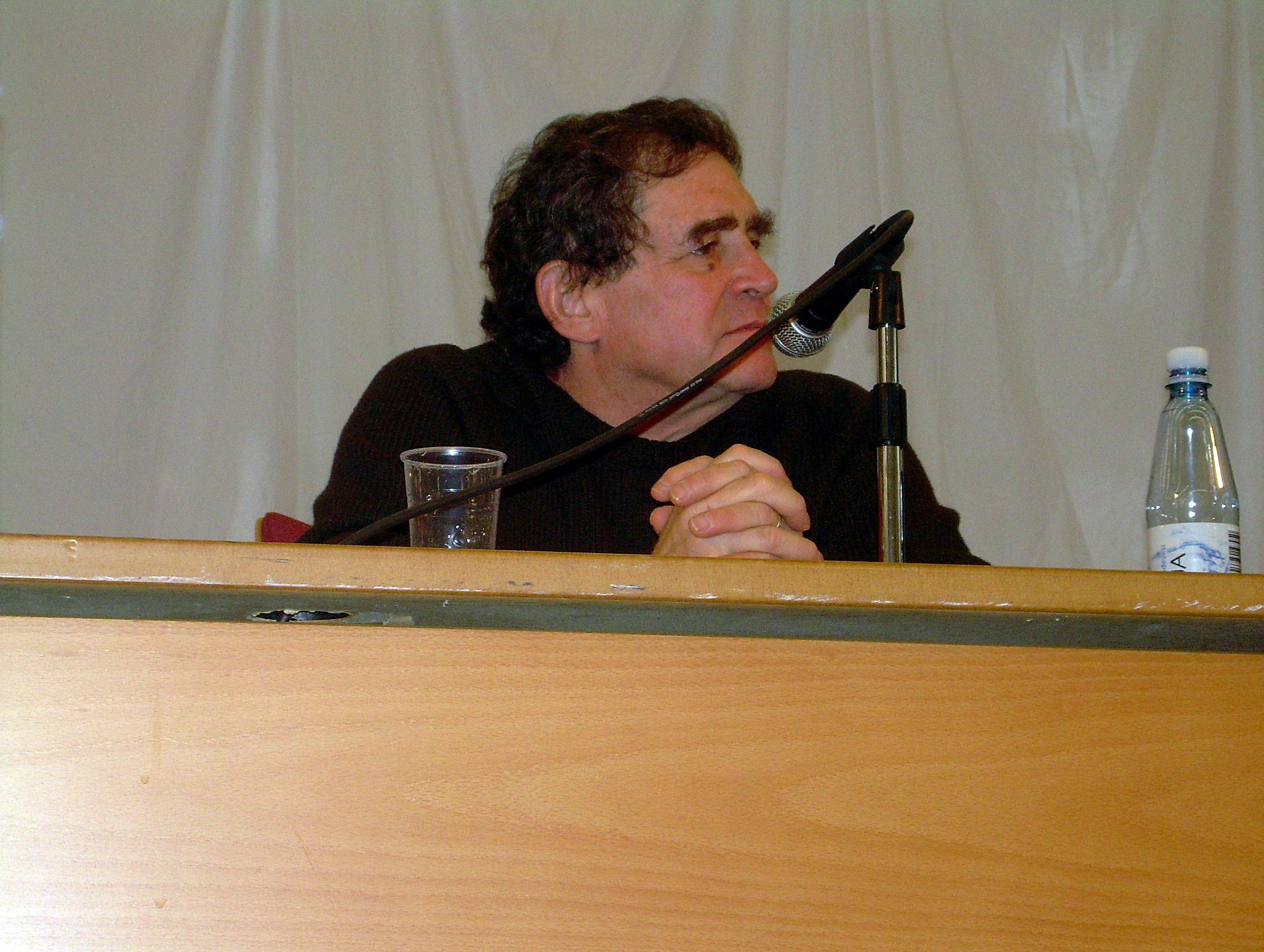
Alan Weisman, autor de O Mundo Sem Nós.

O estilo de redação também teve uma recepção positiva, sendo descrito como intenso, bom e às vezes triste, mas com um uso adequado de linguagem. Mesmo em um comentário negativo, Michael Grunwald, do The Washington Post, observou que a redação do livro é "sempre lúcida e às vezes elegante" No The New York Times Book Review, Jennifer Schuessler disse que Weisman tem um "flerte com a linguagem religiosa, enquanto sua impassibilidade ocasionalmente portentosa dá lugar a uma retórica visão do inferno ecológico." Janet Maslin do The New York Times mostrou que a escrita tem um "estilo árido e simples", sendo "estranhamente uniforme no tom." Nas técnicas utilizadas para o relato, Kamiya descreveu o relato científico de Weisman como "um momento lúcido e cheio de maravilhas [...] é o coração e a alma deste livro", acrescentando: "está escrito como se o autor fosse um observador curioso e compassivo em outro planeta." Por sua vez, a editora Karen Long do The Plain Dealer, disse que Weisman "usa linguagem precisa e paciente de um bom escritor científico, mostrando também a capacidade de descobrir fontes e fatos provocativos."
No entanto, vários críticos observaram que a falta de um ponto de vista antropomórfico de alguma forma prejudicou a relevância do seu conteúdo. Robert Braile, do The Boston Globe, escreveu que "o livro não tem um contexto real [...] não há razão para provar esta fantasia além da sua premissa não comprovada de que as pessoas a consideram fascinante". Michael Grunwald, do The Washington Post, também questionou a premissa: "Imaginar os vestígios da humanidade em um mundo pós-humano deve ser divertido para os ignorantes que, de fato, já resolveram as dúvidas sobre a existência de Deus e da atratividade de Fergie, mas não está claro por que o resto de nós precisa desse nível de provas documentais." Por outro lado, Alanna Mitchell, em sua revisão para o Globe and Mail, encontrou relevância no contexto da passividade das pessoas diante do esgotamento dos recursos naturais, combinado com uma vaidade percepção antropomórfica: "O livro é projetado para nos ajudar a encontrar uma maneira de sobreviver, tirando-nos da nossa dança passiva com a morte."
O foco ambiental do livro também foi criticado por alguns analistas, como o caso de Christopher Orlet, escritor do The American Spectator, que escreveu: "Ele é um excelente exemplo de pontos de vista extremistas e equivocados de ambientalistas." Braile concordou que o livro poderia ser "um pesadelo para os ambientalistas, que possivelmente alimenta os golpes baixos adotados pelo movimento verde [...] por críticos que dizem que os ambientalistas se preocupam mais com a natureza do que com as pessoa." O ambientalista Alex Steffen notou que o livro não contém material novo, exceto o desaparecimento súbito e completo da humanidade, embora isso seja extremamente improvável e insensível. Curiosamente, apesar de duas críticas terem catalogado a obra como uma "lamúria", elas fizeram uma avaliação positiva. O jornal britânico The Guardian disse: "Nós aprendemos no curso deste livro a sentirmos bem sobre o desaparecimento dos seres humanos na Terra."
Outros críticos saudaram o ponto de vista ambiental; Chauncey Mabe, escrevendo para o South Florida Sun-Sentinel, referiu-se ao livro como: "um dos livros ambientais mais satisfatórios dos últimos tempos, desprovido de auto-justiça, alarmismo ou previsões chatas." Tom Spears, do CanWest News Service, concluiu: "É mais como um retrato de nós mesmos, através de uma lente estranha [...] às vezes um obituário é a melhor biografia".